# 阿什車站
阿什車站（捷克語：Aš nádraží）是位於捷克卡羅維瓦利州阿什的鐵路車站。
最初的車站於1865年11月1日由巴伐利亞東部鐵路公司（BÖB）啟用，後續經歷改建。